# Пламен Кралев
Пламен Кралев е български автомобилен състезател и бизнесмен, роден на 22 февруари 1973 г. в София. Той е единственият български пилот, участвал в шампионат на ФИА Формула 2, 24 часа на Льо Ман, Льо Ман Серии, ADAC GT Masters, Internation GT Open, Европейския шампионат за Туристически Автомобили (FIA ETCC), Италианския Пистов шампионат и Ферари Чалъндж. Кралев участва още и в ФИА ГТ3 европейски шампионат, както и в ГП2 Азиатски Серии. Кралев приключва състезателната си кариера през 2018 г. в Италианския Пистов шампионат за Туристически Автомобили с подиум на писта Мизано. Пламен Кралев остава единственият български автомобилен състезател, участвал в международни пистови шампионати на ФИА.

## Биография
През 1999 г. Кралев завършва висшето си образование, специалност хидромелиоративно строителство, в УАСГ.

## Състезателна кариера
2003
Пламен Кралев дебютира състезателната си кариера през 2003 г. в Българския Пистов шампионат (затворен маршрут) и стана шампион за клас Х3 през същата година. Едновременно с това печели и Националния Офроуд шампионат.
2007
Кралев започва международната си състезателната кариера през 2007 г. в европейските серии Ферари Чалъндж, едномарков шампионат, в който всички участници пилотират Ферари F430. Състезава се за отбора на Росокорса. В първия си сезон Кралев записва две победи – на пистите Хокенхайм и Муджело. В крайното класиране се нарежда на 11-о място със 112 точки.
2008
През 2008 г. Пламен Кралев вече кара за Кесел Рейсинг. Същата година той участв във Ферари Чалъндж, в Европейското първенство ФИА ГТ3 и в ADAC GT Masters. В шейсетминутните стартове на ФИА ГТ3 един автомобил се управлява от двама пилоти, които са длъжни да се сменят между 23-та и 37-ата минута. В началото партньор на Кралев е Димитър Илиев, а впоследствие – италианецът Ники Кадей. Във Ферари Чалъндж, Кралев записва 5 подиума, от които 3 победи – на Пол Рикар, Мизано и Муджело. В германския пистов шампионат ADAC GT Masters с Ники Кадей, запшисва второ място на Нюрбургринг. Завършва сезона във Ферари Чалъндж на пето място със 175 точки. На Световните финали на Ферари Чалъндж в края на сезона отпада докато се движи на трета позиция наколко обиколки преди финала, защото в резултат на удар на негов съперник лявата му задна гума се спуква. Също така в края на годината Кралев участва като втори пилот в последния кръг от International GT Open в Барселона, където автомобилите са от клас GT2 – това е пробно участие за Кралев, който от следващата година възнамерява да се състезава в този клас. Кралев и съотборникът му Матео Кресони завършват на десето и четвърто място съответно в първото и второто състезание от състезателния уикенд. На 8 септември 2008 г. Пламен Кралев подписва договор за сътрудничество с Държавната агенция по туризъм, с който става посланик на България в света на моторните спортове. Неговите Автомобили вече носят туристическото лого на страната – българската роза.
2009
През 2009 г. става първият българин, участвал в престижното състезание 24-те часа на Льо Ман, но отпада на 18-ия час, след 186 обиколки поради повреда в скоростната кутия и съединителя. Пламен Кралев остава единственият български автомоибилен състезател участвал легендарното състезание. По-късно тази година той се присъедини към ГП2 Азия Сериите в сезон 2009 – 10 с екипа на Trident Racing. Въпреки липсата на опит с формули, Кралев успява да изпълни критериите за класификация и завърши пълен сезон.
2010 – 12
Кралев започва да се състезава в ФИА Формула 2 през 2010 г. и продължава докато шампиооната е прекратен през 2012 г. Той остава единственият български пилот, който се есъстезавал във ФИА Формула 2.
2014
Кралев участва само в няколко старта от Европейския шампионат на ФИА за Туристически Автомобили с Engstler Motorsport, но все пак се класира на 10-о място с 14 точки.
2017
Пламен Кралев започна на ново да се състезава в Европейския шампионат на ФИА за Туристически Автомобили и Италианският Пистов шампионат за Туристически Автомобили със собствен отбор Краф Рейсинг с AUDI RS3 LMS. Отборът е изцяло български, и въпреки липсата на опит записва 6 подиума- 4 в Италианския и 2 в Европейският.
2018
Кралев продължава да се състезава в Италианския Пистов шампионат за Туристически Автомобили. Поради състезателен инцидент в първия кръг от шампионата на писта Имола автомобилът му е тежко повреден и той пропуска следващите два старта Пол Рикар. Завръща се в шампионата за старта на писта Мисано, за който има записани рекорден брой участници- 31 автомобила. Кралев печели трето място в първото състезание, а във второто не завършва поради попвреда в автомобила причинена от състезателен инцидент.

## Статистика
| Сезон     | Серии                               | Отбор                 | Състезания | Победи | Полпозишъни | Най-бързи Обиколки | Подиума | Точки | Позиция |
| --------- | ----------------------------------- | --------------------- | ---------- | ------ | ----------- | ------------------ | ------- | ----- | ------- |
| 2007      | Ферари Чалъндж                      | Team Rosokorso        | 15         | 2      | 2           | ?                  | 2       | 112   | 11      |
| 2008      | Европейското първенство ФИА ГТ3     | Kessel Racing         | 7/12       | 0      | 0           | 0                  | 0       | 0     | НК      |
| 2008      | ADAC GT Masters                     | Kessel Racing         | 2/14       | 0      | 0           | 1                  | 1       | 10    | 22      |
| 2008      | Ферари Чалъндж Италия               | Kessel Racing         | 8          | 3      | 4           | ?                  | 5       | 175   | 5       |
| 2008      | International GT Open ГТА Клас      | Racing Team EdilCris  | 2          | 0      | 0           | 0                  | 0       | 4     | 26      |
| 2009      | International GT Open               | Vittoria Competizioni | 6          | 0      | 0           | 0                  | 0       | 7     | 43      |
| 2009      | International GT Open Супер ГТ Клас | Vittoria Competizioni | 6          | 0      | 0           | 0                  | 0       | 0     | НК      |
| 2009      | 24-те часа на Льо Ман ГТ2 Клас      | Endurance Asia Team   | 1          | 0      | 0           | 0                  | 0       | НП    | 11      |
| 2009      | Льо Ман Серии ГТ2 Клас              | JMB Racing            | 1          | 0      | 0           | 0                  | 0       | 0     | НК      |
| 2009 – 10 | ГП2 Азиатски Серии                  | Trident Racing        | 8          | 0      | 0           | 0                  | 0       | 0     | 33      |
| 2010      | ФИА Формула 2 шампионат             | MotorSport Vision     | 18/18      | 0      | 0           | 0                  | 0       | 1     | 20      |
| 2011      | ФИА Формула 2 шампионат             | MotorSport Vision     | 16/16      | 0      | 0           | 0                  | 0       | 1     | 23      |
| 2012      | ФИА Формула 2 шампионат             | MotorSport Vision     | 16/16      | 0      | 0           | 0                  | 0       | 4     | 17      |
| 2014      | Европейският шампионат на ФИА       | Engstler Motorsport   | 6/10       | 0      | 0           | 0                  | 0       | 14    | 10      |
| 2017      | Европейският шампионат на ФИА       | Kraf Racing           | 9/10       | 0      | 0           | 1                  | 2       | 25    | 7       |
| 2017      | Италианският Пистов шампионат       | Kraf Racing           | 10/14      | 0      | 0           | 0                  | 4       | 63    | 5       |
| 2018      | Италианският Пистов шампионат       | Kraf Racing           | 4/14       | 0      | 0           | 0                  | 1       | 14    |         |

2007
- Ферари Чалъндж Купа Шел
  - Стартове: 15
  - Победи: 2 ( Хокенхайм,  Мугело)
  - Четвърто място: 1
  - Полпозишъни: 2
  - Крайно класиране: 11 (112 точки)[3]

2008
- Ферари Чалъндж Купа Шел
  - Стартове: 8
  - Победи: 2 ( Пол Рикар,  Мизано)
  - Второ място: 1 ( Силвърстоун)
  - Трето място: 1 ( Хунгароринг)
  - Пето място: 1 ( Силвърстоун)
  - Полпозишъни: 4 ( Пол Рикар,  Мизано,  Хунгароринг – в двете квалификации)
  - Крайно класиране: 5 (175 точки)[4]

- ФИА ГТ3
  - Стартове: 6
  - Крайно класиране:

- Ферари Чалъндж Купа Шел Италия
  - Стартове: 2
  - Победи: 1 ( Муджело)
  - Крайно класиране: 22 (37 точки)[5]

- Ферари Чалъндж Световни финали
  - Стартове: 1
  - Полпозишъни: 1 ( Муджело)

- ADAC GT Masters
  - Стартове: 2
  - Второ място: 1 ( Нюрбургринг)
  - Крайно класиране: 17 (10 точки)[6]